# 莫里尼龍屬
莫里尼龍屬（學名：Morinosaurus）是種蜥腳下目恐龍，生存於侏儸紀晚期的法國，化石發現於加來海峽省濱海布洛涅市附近的一個未命名地層，年代為啟莫里階。莫里尼龍的化石只有牙齒，有時被歸類於畸形龍，畸形龍生存於下白堊紀的英格蘭，是個垃圾箱类群。
莫里尼龍是以法國北部的古老民族莫里尼人為名。

## 發現歷史與分類
在1874年，法國古生物學家亨利·埃米爾·瑟維吉將一個磨損的牙齒，與高橋龍的牙齒比對，而建立莫里尼龍。之後，科學家將這顆狹窄牙齒歸類於泰坦巨龍類，並為畸形龍的異名。畸形龍的牙齒具有寬齒冠，被推論屬於腕龍科。莫里尼龍的牙齒似乎已經遺失。
莫里尼龍被認為與曼氏畸形龍（P. manseli，現為獨立的公平龍屬）可能是同種動物，化石也都發現於侏儸紀晚期。最近的研究多認為莫里尼龍是個疑名。
除了牙齒以外，瑟維吉還將一個右肱骨歸類於莫里尼龍。

## 古生物學
莫里尼龍是種大型、草食性、四足恐龍。牠們具有類似泰坦巨龍類的牙齒，顯示牠們的食性為侷限性，類似泰坦巨龍類或梁龍超科。莫里尼龍的牙齒約5公分長，橫剖面方別為1.6與1.2公分。